# قلقلک (فیلم ۱۳۸۴)
قلقلک فیلمی به کارگردانی مسعود نوابی محصول سال ۱۳۸۴ است.

## خلاصه داستان
خسرو ماجدی (بیژن امکانیان) یک داور ایرانی قرار است از سوی فیفا بخاطر قضاوت‌های خوبش دو میلیون دلار جایزه بگیرد اما عده ای سود جو از یک نفر که شبیه اون هست استفاده می‌کنند و …

## بازیگران
| بازیگر        | نقش            | توضیحات           |
| ------------- | -------------- | ----------------- |
| بیژن امکانیان | خسرو ماجدی     | نقش اصلی          |
| بیژن امکانیان | امیر سرخوش‌زاده | بدل خسرو          |
| رضا شفیعی‌جم   | رجب            | همکار امیر        |
| سیامک انصاری  | اصغر           | همکار امیر        |
| سحر ولدبیگی   | لیلا           | نامزد امیر        |
| الیزابت امینی | ژیلا           | نامزد خسرو        |
| شقایق فراهانی | مریم           | همسر اول خسرو     |
| ساعد هدایتی   | شمس‌الله ناسوتی | رئیس کمیته داوران |
| ابراهیم‌آبادی  | ماشاالله       | پدر لیلا          |
| کاظم افرندنیا | داور دوست      | همسایه خسرو       |
| محمود بهرامی  | آقا فتح‌الله    | خواستگار لیلا     |
| فروغ قجابگلی  | افی            | دوست ژیلا         |